# 蕃地 (竹南郡)
新竹州竹南郡蕃地於大正九年（1920年）成立，轄區包括今苗栗縣南庄鄉南江村南側、蓬萊村以及東河村。

## 行政區劃
轄域內分為：
- 今東河村：

ワロ社（瓦祿/大東河）、ガラワン社（加拉灣/獅頭驛）、セキヘキ社（石壁，1936年～1937年由羅卡火建立）、チュウブス社（裘玻斯/鹿場）、ロツコ社（鹿湖，1936年～1937年由野馬敢建立）、フウビ社（風美，1936年～1937年由木喀拉卡、羅卡火與野馬敢建立）
- 今蓬萊村：

アミシ社（橫屏背/二坪）、パアガサン社（北獅里興/大湳）

## 設施

### 教育
- 今蓬萊村：
  - 大湳教育所（今苗栗縣立蓬萊國民小學）[1]:304

### 神社
- 今蓬萊村：
  - 大湳祠（1923年12月25日鎮座）[1]:303